# Minoru Chiaki
Minoru Chiaki , född 30 juli 1917 i Hokkaido, Japan, död 1 november 1999 i Tokyo, Japan, var en japansk skådespelare.

## Filmografi (urval)
- 1950 - Demonernas port
- 1954 - De sju samurajerna
- 1955 - Godzilla Raids Again
- 1958 - Den vilda flykten